# ТЕС Буссі-суль-Тірино
ТЕС Буссі-суль-Тірино — теплова електростанція у центральній частині Італії у регіоні Абруццо, провінція Пескара. Споруджена з використанням технології комбінованого парогазового циклу.
У 1995 році на майданчику станції ввели в експлуатацію один енергоблок номінальною потужністю 125 МВт, котрий має одну газову турбіну потужністю 93 МВт, яка через котел-утилізатор живить одну парову турбіну з показником 40 МВт. Окрім виробництва електроенергії станція постачає пару для потреб розташованого поруч хімічного виробництва компанії Solvay Solexis (до 70 тонн на годину).
Як паливо ТЕС використовує природний газ.
Вода для охолодження забирається із річки Тірино-Медіо.
Видалення продуктів згоряння із котла-утилізатора здійснюється через димар висотою 75 метрів.
Зв'язок з енергомережею відбувається по ЛЕП, розрахованій на роботу із напругою 150 кВ.